# 丑柳
丑柳（学名：Salix inamoena）为杨柳科柳属的植物，为中国的特有植物。分布于中国大陆的云南等地，生长于海拔220米至3,200米的地区，多生在路边、水沟和潮湿山谷，目前尚未由人工引种栽培。

## 异名
- Salix inamoena Hand.-Mazz. var. glabra C. F. Fang
- Salix longiglandula P. Y. Mao